# Duin III
Duin III is een schilderij van de Nederlandse schilder Piet Mondriaan in het Kunstmuseum Den Haag.

## Voorstelling
Het stelt een duinlandschap voor in de omgeving van Domburg, waar Mondriaan in 1908, 1909 en 1910 zijn vakantie doorbracht. In Domburg maakte Mondriaan een belangrijke ontwikkeling in zijn manier van werken door. Mondriaan was in 1908 al overgegaan op het luminisme. In Zeeland deed hij door de bestudering van de zeer sterke lichtval langs de kust, steeds meer afstand van het realisme. In 1910 trokken zijn werken tijdens de St. Lucastentoonstelling in Amsterdam veel aandacht. Dit zorgde ervoor dat hij onder een wat breder publiek bekend werd. Een criticus noemde hem naar aanleiding van deze tentoonstelling gekscherend ‘den god der non-plus-ultramodernisten’.

## Toeschrijving en datering
Het schilderij is linksonder gesigneerd ‘P. MONDRIAAN’. Het werd geschilderd zijdens zijn tweede verblijf in Domburg in 1909.